# Anomis hawaiiensis
Anomis hawaiiensis är en fjärilsart som beskrevs av Butler 1882. Anomis hawaiiensis ingår i släktet Anomis och familjen nattflyn. Inga underarter finns listade i Catalogue of Life.